# Parada de Hospital (TRAM Alicante)
Hospital es una parada del TRAM Metropolitano de Alicante donde presta servicio la línea 2. Está situada en el barrio de Sidi Ifni-Nou Alacant.

## Localización y características
Se encuentra ubicada en la avenida Periodista Rodolfo de Salazar, desde donde se puede acceder. También, está enfrente del Hospital General Dr. Balmis. En esta parada se detienen los tranvías de la línea 2. Dispone de dos andenes y dos vías.

## Líneas y conexiones
| << Cabecera | < Estación | Línea | Estación >     | Cabecera >>             |
| ----------- | ---------- | ----- | -------------- | ----------------------- |
| Luceros     | Garbinet   |       | Maestro Alonso | Sant Vicent del Raspeig |